# Metrolink (Californië)
Metrolink (Reporting mark: SCAX) is een forenzenspoorwegmaatschappij in het Amerikaanse Zuid-Californië. Metrolink bestaat uit 8 lijnen en 67 stations verspreid over Los Angeles County, Orange County, Ventura County, San Bernardino County, Riverside County en San Diego County.
De maatschappij is op 26 oktober 1992 opgericht als Southern California Regional Rail Authority. Zeven spoorlijnen worden beheerd door Amtrak en eentje door de San Bernardino Transport Authority.
Metrolink vervoerde in 2022 zo'n 4.135.500 passagiers.

## Geschiedenis
De eerste intercity's in de omgeving van Los Angeles dateren uit 1971, toen de Amtrak in het gebied werd opgericht. Pas in 1982 kwamen de eerste forenzentreinen in Los Angeles. Op 18 oktober dat jaar werd de CalTrain opgericht. De CalTrain verzorgde een spoorlijn tussen Union Station in Los Angeles en Oxnard in Ventura County. De route was 106 km lang en telde acht stations plus drie geplande. CalTrain hielt het echter niet lang uit en op 2 maart 1983 werd de dienst opgeheven.

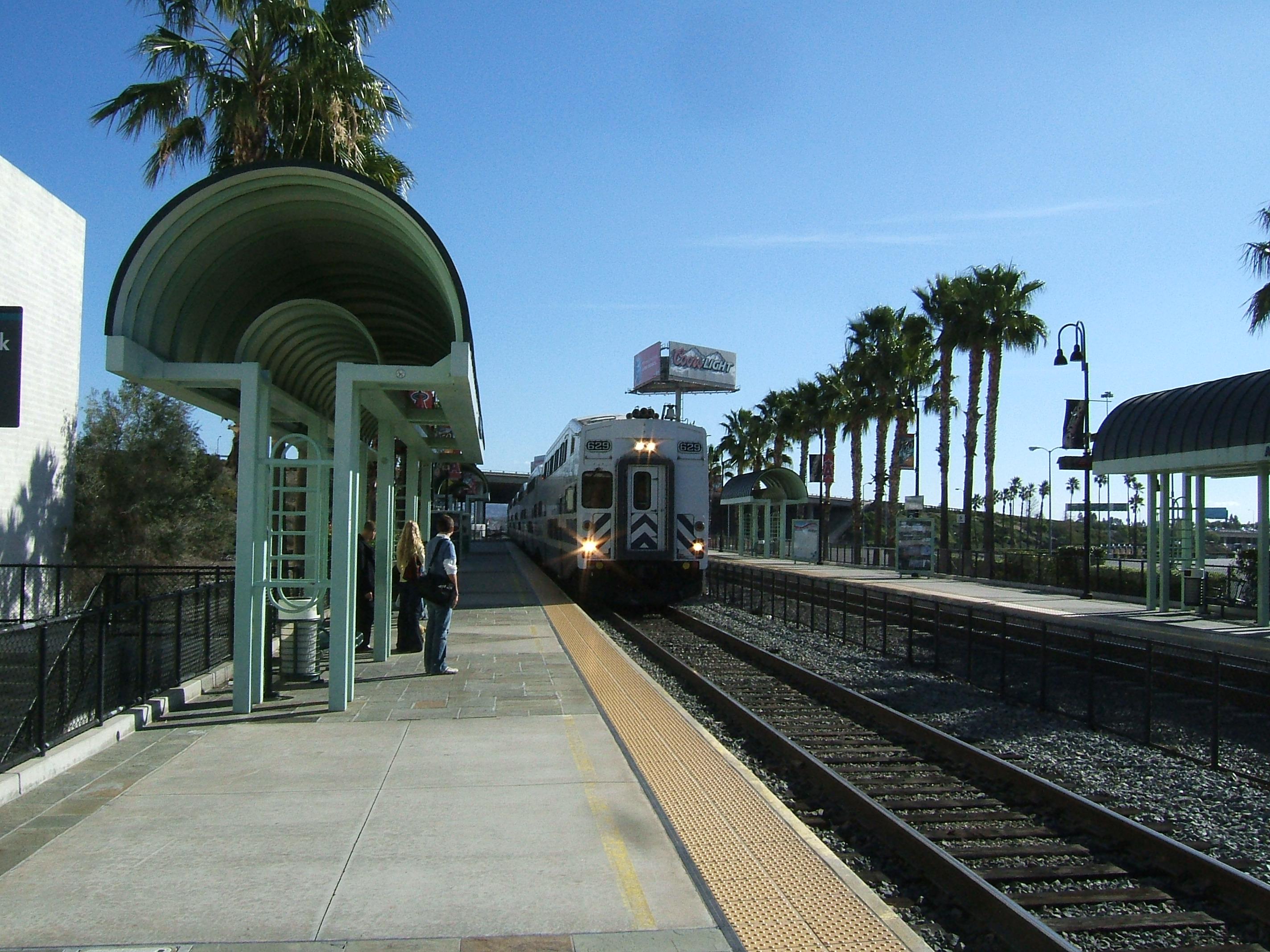
Een Metrolink-station in Anaheim

Begin de jaren 90 werd de Orange County Commuter geopend. De dienst werd verzorgt door Amtrak, met financiële steun van de Orange County Transportation Commission. De Orange County Computer liep vanaf Union Station in L.A. naar San Juan Capistrano. De dienst werd erg populair en op 25 mei 1990 werden de eerste plannen gemaakt om een forenzenspoorwegmaatschappij in Los Angeles en de omgeving op te richten.
In oktober 1990 werd er voor $ 450 miljoen 282 km spoor, rangeerterreinen en stations van de Southern Pacific overgekocht. Verder werd er voor $ 17 miljoen het Union Station van de Union Pacific overgenomen. In 1991 werd de Metrolink opgericht.
Op 26 oktober 1992 reden de eerste Metrolink-treinen. De eerste lijnen waren de Ventura County Line (Los Angeles-Oxnard), de San Bernardino Line (Los Angeles-San Bernardino) en de Santa Clarita Line (Los Angeles-Lancaster). De hub van Metrolink was het Los Angeles Union Station.
In 1993 was de spoorlijn van Union Station naar Riverside voltooid, waarmee het de vierde lijn van Metrolink was. In oktober dat jaar had Metrolink zijn eerste passagier. In 1995 werd de Orange County Line geopend. De spoorlijn liep van Union Station naar Oceanside en was het langste traject van Metrolink. Ook werd er in 1998 begonnen met het rijden op zaterdag (alleen op de lijn naar San Bernardino) en werd de IEOC Line geopend tussen het Inland Empire en Orange County. In 1999 had Metrolink zijn 35 miljoenste passagier.
In 2000 begon Metrolink met het aanbieden van de eerste maand gratis rijden voor abonnementhouders. Het aantal reizigers groeide met 24%. Na de aanslagen op 11 september 2001 werd de veiligheid verhoogd op de treinen. In 2002 werd de 91 Line geopend. Ook werd er in dat jaar een nieuw concept gelanceerd waarmee abonnementhouders van Metrolink goedkoop met Amtrak konden reizen.
In 2006 sloot Metrolink een contract met Hyundai Rotem voor de bouw van 117 dubbeldeksrijtuigen. Vanaf 2007 begon Metrolink met het Sealed Corridor Program, waarbij 57 overwegen beveiligd werden. In 2009 werd er begonnen met de ombouw en verbetering van 52 overwegen in acht steden in Orange County. Het project duurde drie jaar en kostte $ 85 miljoen. Ook werden er in 2009 de eerste treinen uitgerust met camera's in de bestuurderscabine. De camera's dienden om de machinisten in de gaten te houden.
In 2010 begon de levering van de eerste Hyundai rijtuigen. In 2012 werden er nieuwe diesellocomotieven aangeschaft die 85% minder uitstoot hadden dan normale diesellocomotieven. In 2013 werden de laatste Hyundai rijtuigen geleverd. In 2014 begon de constructie van de Perris Valley Line. De lijn was een verlening van de 91 Line en liep van Riverside naar Perris.
In maart 2016 begon Metrolink met het gebruik van online tickets. In juni 2016 was de Perris Line voltooid. De lijn bestaat uit vier stations en vijftien beveiligde overwegen.
Tijdens de uitbraak van corona daalde het aantal reizigers met 90%. Het aantal treinen werd sterk verminderd en alle passagiers waren verplicht mondkapjes te dragen. Ook werden alle treinstellen voorzien van een luchtfilter.
Begin 2022 zat Metrolink weer op zijn normale schema van 26 treinen en werden de frequenties verhoogd. In oktober 2022 werd de Arrow geopend. De Arrow is een 14 km lange spoorlijn tussen San Bernardino en Redlands. De dienst wordt gereden met drie diesel FLIRT-treinstellen.

## Routes
| Lijn                             | Serie | Rijd      | Route |
| -------------------------------- | ----- | --------- | --- |
| 91/Perris Valley Line            | 700   | Dagelijks | Perris South - Perris Downtown - Moreno Valley/March Field - Riverside–Hunter Park/UCR - Riverside Downtown - Riverside/La Sierra - Corona North Main - Corona West - Placentia (gepland) - Fullerton - Buena Park - Norwalk/Santa Fe Springs - Los Angeles Union Station                           |
| Antelope Valley Line             | 200   | Dagelijks | Lancaster - Palmdale - Vincent Grade/Acton - Santa Clarita/Vusta Canyon (onder constructie) - Santa Clarita/Via Princessa - Santa Clarita - Santa Clarita/Newhall - Sylmar/San Fernando - Sun Valley - Burbank Airport/North - Burbank Downtown - Glendale - Los Angeles Union Station              |
| Arrow Line                       | 3800  | Dagelijks | San Bernardino/Downtown - San Bernardino/Tippecanoe - Redlands/Esri - Redlands/Downtown - Redlands University |
| Inland Empire-Orange County Line | 800   | Dagelijks | San Bernardino/Downtown - San Bernardino/Depot - Riverside/Downtown - Riverside/La Sierra - Corona/North Main - Corona/West - Anaheim Canyon - Orange - Santa Ana - Tustin - Irvine - Laguna Niguel/Mission Viejo - San Juan Capistrano - San Clemente - San Clemente Pier - Oceanside              |
| Orange County Line               | 600   | Dagelijks | Los Angeles Union Station - Commerce (beperkt vervoer) - Norwalk/Santa Fe Springs - Buena Park - Fullerton - Anaheim - Orange - Santa Ana - Tustin - Irvine - Laguna Niguel/Mission Viejo - San Clemente - San Clemente Pier - Oceanside                                                            |
| Riverside Line                   | 400   | Ma t/m vr | Riverside/Downtown - Jurupa Valley/Pedley - Ontario/East - Pomona/Downtown - Industry - Montebello/Commerce - Los Angeles Union Station |
| San Bernardino Line              | 300   | Dagelijks | Los Angeles Union Station - Cal State L.A. - El Monte - Baldwin Park - Covina - Fairplex - Pomona/North - Claremont - Montclair - Upland - Rancho Cucamonga - Auto Club Speedway (alleen tijdens racedagen) - Fontana - Rialto - San Bernardino/Depot - San Bernardino/Downtown - Redlands/Downtown |
| Ventura County Line              | 100   | Ma t/m za | Ventura/Downtown/Beach - Ventura/East - Oxnard - Camarillo - Moorpark - Simi Valley - Chatsworth - Northridge - Van Nuys - Burbank Airport/South - Burbank/Downtown - Glendale - Los Angeles Union Station                                                                                          |

## Incidenten

### Placentia, 23 april 2002
Op 23 april 2002 vielen er in Placentia twee doden en 141 (waarvan 22 ernstig) gewonden nadat er een frontale botsing plaatsvond tussen twee treinen van Metrolink en de BNSF Railway. Beide treinen reden op hetzelfde stuk spoor, maar de BNSF Railway goederentrein moest voor een rood sein stoppen. De machinist van de goederentrein zag het rode sein niet en reed met 80 km/u op de Metrolink trein af. De Metrolink trein reed met een snelheid van 25 km/u toen de machinist de goederentrein aan zag komen. De machinist maakte een noodstop, maar zag al gauw dat de goederentrein dit niet kon doen. De machinist van de BNSF trein zag ook in dat hij zijn trein niet tijdig kon stoppen en sprong daarom zijn trein uit. Uiteindelijk crashte de goederentrein met een snelheid van 27 km/u in de Metrolink trein.

### Glendale, 26 januari 2005
Op 26 januari 2005 kwamen elf mensen om het leven een vielen er 177 gewonden nadat een Metrolink treinstel een stilstaande SUV aanreed op een spoorwegovergang in Glendale. Na de aanrijding klapte het treinstel dubbel waarna het frontaal tegen een stilstaande goederentrein en een ander Metrolink treinstel boste. Enkele rijtuigen vlogen ook in brand, nadat er diesel was gaan lekken. In totaal waren er 300 brandweerlieden aanwezig om passagiers uit de wrakken te bevrijdden. Vlak na het ongeval arresteerde de politie de eigenaar van de SUV. De eigenaar claimde dat hij zelfmoord wou plegen, maar zich op het laatste moment bedacht en zijn auto op het spoor liet staan. De eigenaar werd aangeklaagd voor 11 moorden en brandstichting en kreeg in 2008 een levenslange gevangenisstraf zonder enige kans op vervroegde vrijlating.

### Los Angeles, 12 september 2008
Op 12 september 2008 vond er een frontale botsing plaats tussen treinstel van Metrolink en een goederentrein van de Union Pacific Railroad. Het incident vond plaats in Chatsworth, een wijk in Los Angeles. Beide treinen reden op een enkelsporige lijn, maar alleen de goederentrein van de Union Pacific mocht er komen. De machinist van het Metrolink treinstel negeerde een rood sein, doordat hij aan het sms'en was. Hierdoor reed de trein met 68 km/u op de goederentrein af. De goederentrein reed ook met 68 km/u maar trok aan de noodrem toen de machinist de Metrolink trein zag. De machinist van de Metrolink trein trok niet aan de noodrem, wat ervoor zorgde dat de goederentrein dwars door het Metrolink treinstel reed. In totaal ontspoorden er drie locomotieven, tien goederenwagens en één passagiersrijtuig. 25 mensen overleefde het incident niet en er werden 102 gewonden in omliggende ziekenhuizen opgenomen. Na het incident waren er ongeveer 1.000 brandweerlieden, reddingwerkers en politieagenten aanwezig. 22 uur na het incident werden de laatste slachtoffers gevonden en begon de berging van de treinen.

### Oxnard, 24 februari 2015
Op 24 februari 2015 ontspoorde een Metrolink treinstel nadat het een vastzittende vrachtwagen raakte. Het incident vond plaats in Oxnard. De chauffeur van de vrachtwagen was verdwaald geraakt in het gebied en reed per ongeluk het spoor op. Vervolgens kwam het voertuig vast te zitten en verliet de chauffeur zijn auto om op zoek te gaan naar hulp. Niet lang daarna kwam er een treinstel van Metrolink en reed de auto aan. Vijf rijtuigen ontspoorden en drie daarvan kantelden. Van de 54 inzittenden raakten er 33 gewond, waarvan één later overleed. De chauffeur werd gearresteerd omdat hij zijn voertuig achterliet en werd veroordeeld tot 30 dagen gevangenis. Twee passagiers klaagden de chauffeur en zijn werkgever aan.

## Materieel
| Model                              | Afbeelding              | Bouwjaren                          | Aantal geleverd              | Aantal in dienst |
| Locomotieven                       | Locomotieven            | Locomotieven                       | Locomotieven                 | Locomotieven     |
| ---------------------------------- | ----------------------- | ---------------------------------- | ---------------------------- | ---------------- |
| EMD F59PH                          |                         | 1992-1993                          | 23                           | 4                |
| MPI MP36PH-3C                      |                         | 2008-2009                          | 15                           | 14               |
| EMD F125                           |                         | 2016-2021                          | 40                           | 40               |
| Rijtuigen                          |                         |                                    |                              |                  |
| Bombardier Bi-level Generation 1   |                         | 1992-1993                          | 63                           | 60               |
| Bombardier Bi-level Generation 2   |                         | 1997                               | 18                           | 2                |
| Bombardier Bi-level Generation 3   |                         | 2007                               | 27                           | 24               |
| Hyundai Rotem Bi-level cars        |                         | 2010-2013                          | 80                           | 78               |
| Stuurstandrijtuigen                |                         |                                    |                              |                  |
| Bombardier Bi-Level Generation 1   |                         | 1992-1993                          | 31                           | 28               |
| Bombardier bi-Level Generation 2   | (geen foto beschikbaar) | 1997                               | 6                            | 5                |
| Hyundai Rotem Bi-level cars        |                         | 2010-2013                          | 56                           | 54               |
| Treinstellen                       |                         |                                    |                              |                  |
| Stadler FLIRT 3 (dieselelektrisch) |                         | 2022                               | 3                            | 3                |
| Stadler FLIRT 3 (hydro-elektrisch) | (geen foto beschikbaar) | Onder constructie (2024 in dienst) | 0 (1 besteld en 3 als optie) | 0                |